# Черкаський автобус
Черкаський міський автобус — система автобусного громадського транспорту міста Черкаси (Україна).

## Історія
Автобусна система міста виникла в радянський період. Спочатку вона включала близько 20 маршрутів, що обслуговували головні транспортні магістралі. Для перевезень переважно використовували автобуси марки ЛіАЗ-677. Пізніше, при незалежності України, автобусне господарство Черкас переживало великий спад. Вже на середину і кінець 1990-х років у місті почали відроджуватись старі автобусні маршрути, створюватись нові. Старі ЛіАЗи замінювались на нові «Ікаруси» та ЛАЗи. У цей час з'являються і перші комерційні автобуси, які мали номери з приставкою 300, тобто 301 чи 306. Були й експреси, які рухались основними маршрутами, але зупинялись лише на великих зупинках. Наприкінці 1990-х років у місті навіть існували маршрути від «Черкасиелектротранс», які повністю повторювали тролейбусні, ціни на квитки за проїзд теж коштували як на тролейбусах. Почали з'являтись і середні пасажирські автобуси марки ПАЗ.
З відкриттям в 1999 році в Черкасах заводу з виробництва автобусів «Богдан» міське автобусне господарство почало використовувати власну міську продукцію. Першими такими автобусами стали Богдан А091, які поступово замінилися сучаснішими Богдан А092. З початком нового тисячоліття у Черкасах почали розвиватися й з'являтися нові автобусні маршрути. Тепер вони не обов'язково проходять головними вулицями: нині головним критерієм є більш залюднений мікрорайон. Автобусне міське господарство має у своєму складі декілька фірм-перевізників та приватних підприємств.

## Рухомий склад

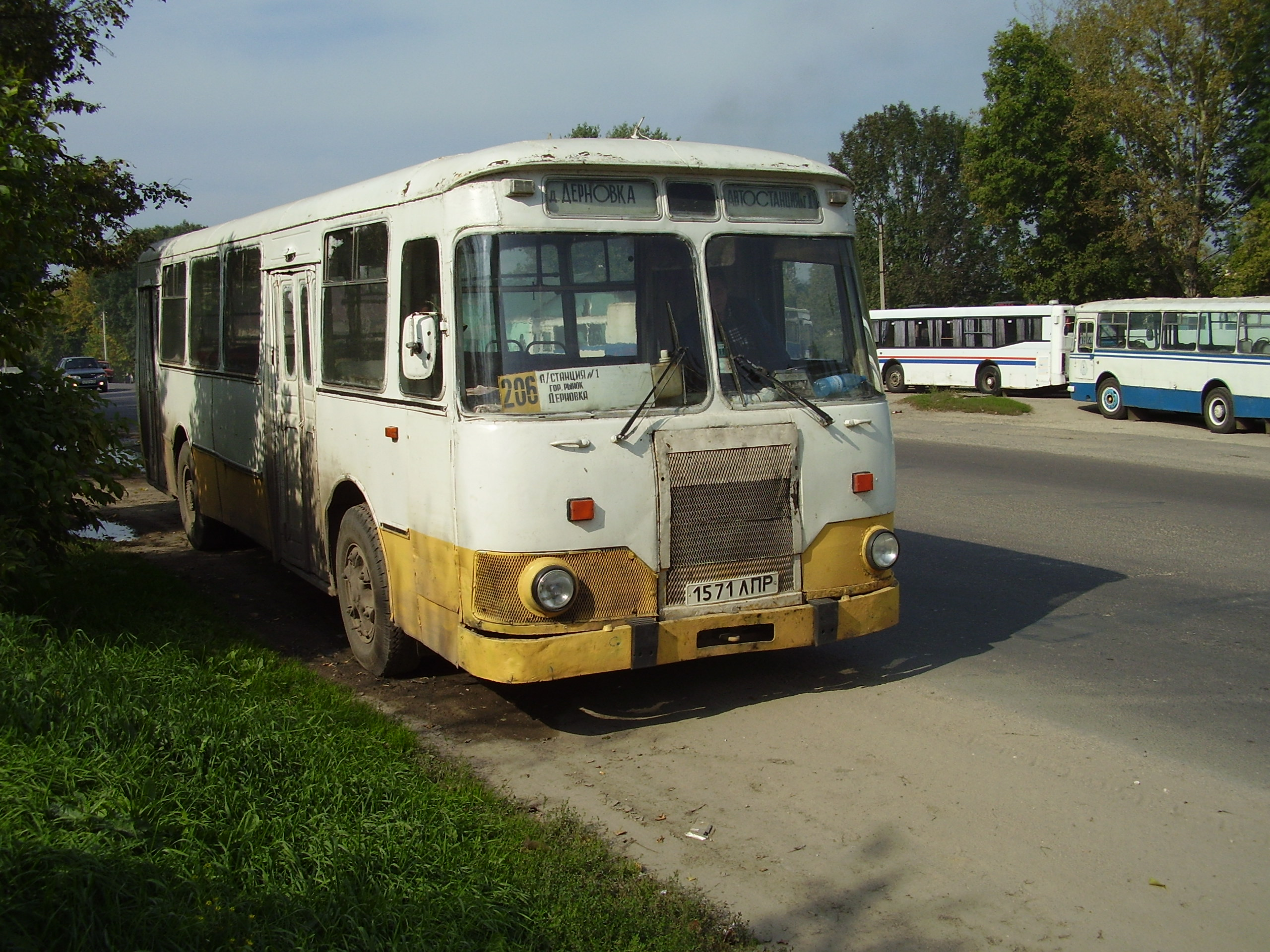
Такі ЛіАЗи працювали в 1980-их роках
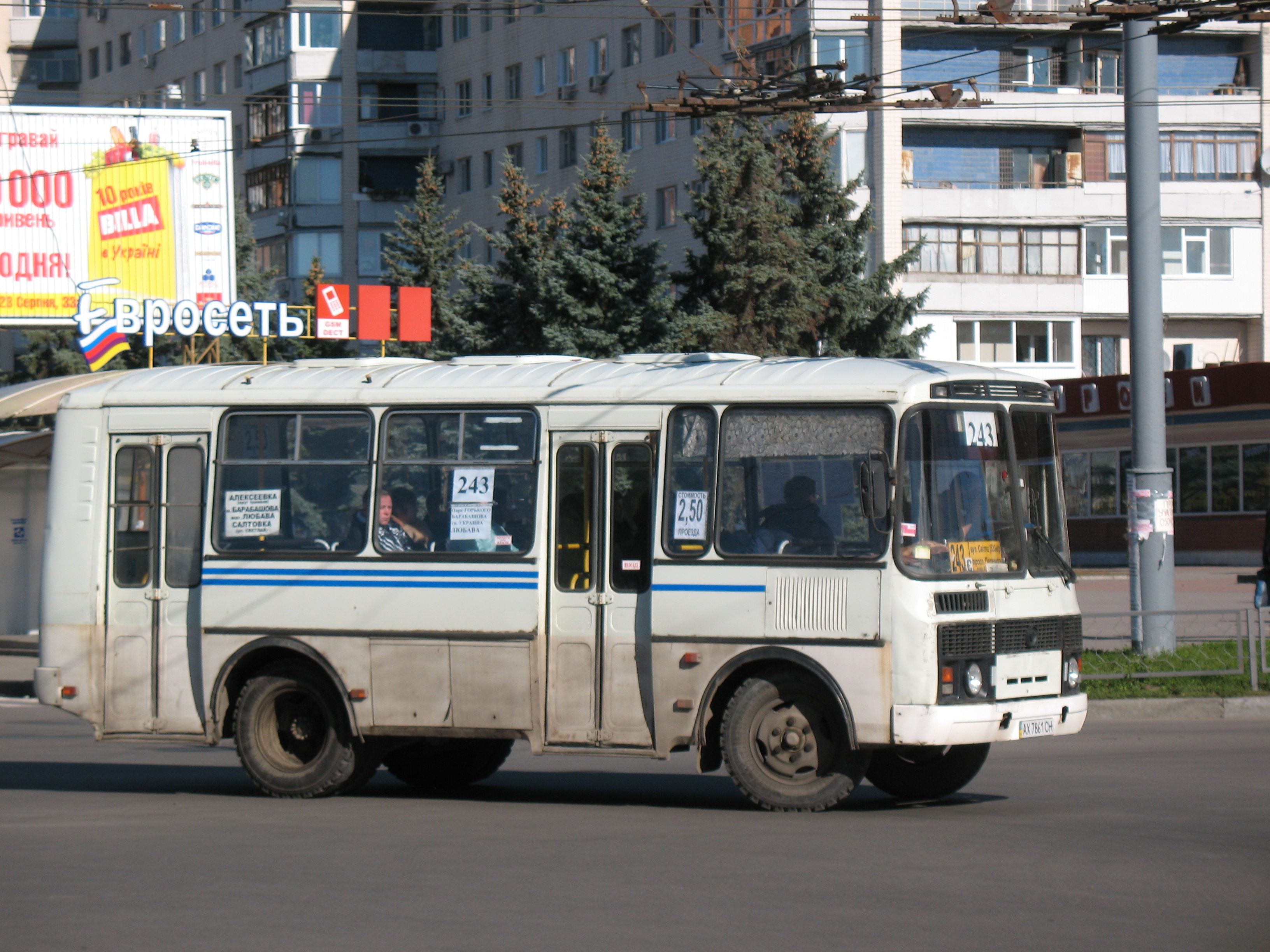
Такі автобуси ПАЗ їздять сьогодні
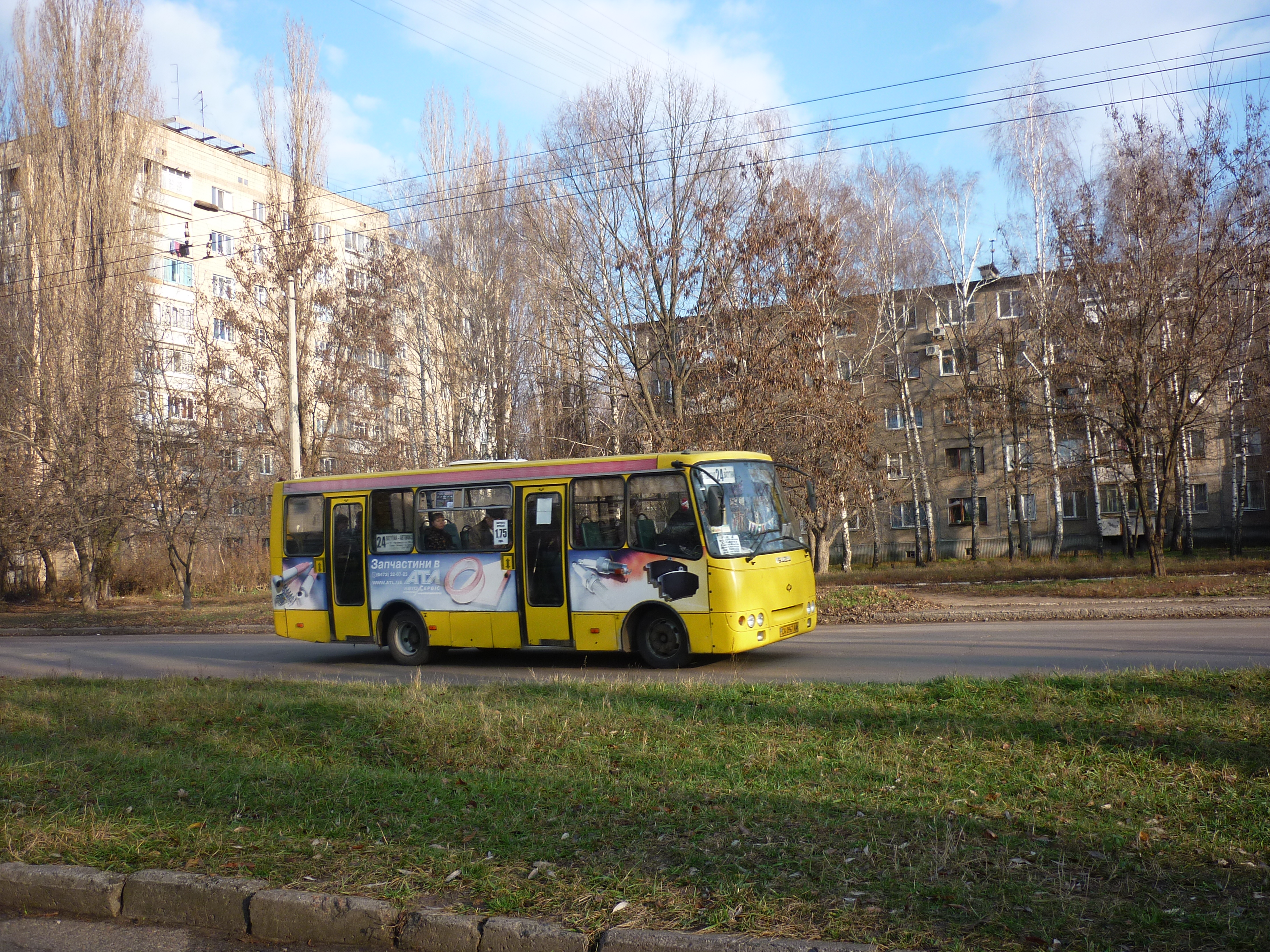
Сучасний Богдан А092
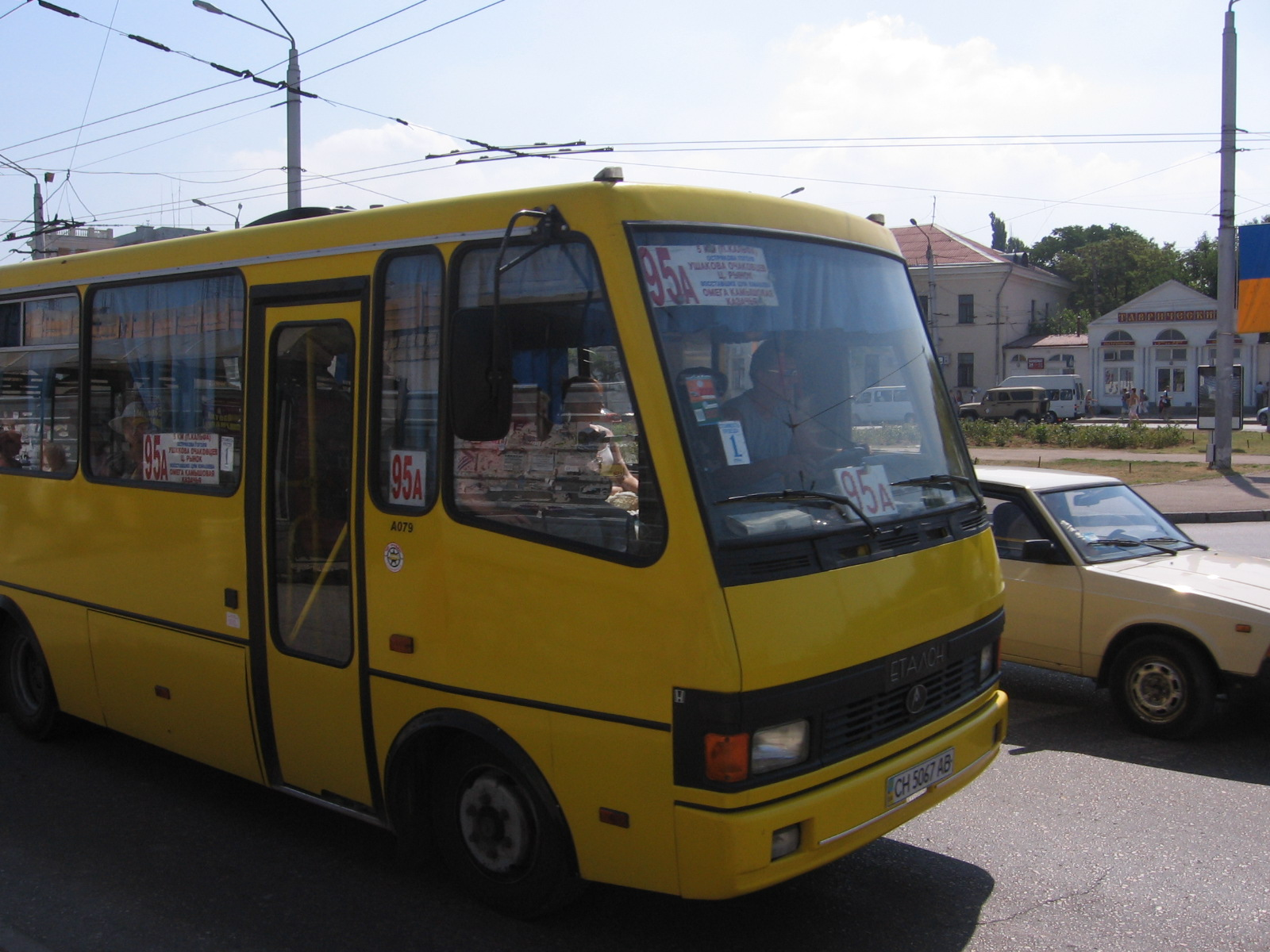
Сучасні БАЗи А079

## Маршрути
Станом на сьогодні діє 19 маршрутів, хоча їх кількість неодноразово змінювалася.
| №  | Карта | Опис маршруту |
| -- | ----- | --- |
| 4  |       | вул. Генерала Момота → вул. Менделєєва → вул. Дахнівська → бул. Шевченка → вул. Сінна → вул. Чигиринська → вул. Симиренківська (назад по вул. Чигиринській) → вул. Гетьмана Сагайдачного → вул. Дорошенка (з 2012 року деякі автобуси курсують до села Червона Слобода без заїзду до мікрорайону Дніпровського) |
| 5  |       | вул. Генерала Момота → вул. 30 років Перемоги → просп. Хіміків → вул. Чорновола → бул. Шевченка → вул. Сінна→ вул. Чигиринська → завод «Аврора» |
| 6  |       | Обласна лікарня → вул. Менделєєва → вул. Дахнівська → бул. Шевченка → вул. Грушевського → вул. Одеська → вул. Сумгаїтська → вул. 30 років Перемоги → вул. Смілянська → Автовокзал |
| 7  |       | вул. Генерала Момота' → вул. Надпільна (назад по вул. Благовісній) → вул. Смілянська → бул. Шевченка → вул. Іллєнка → Вантажний порт' |
| 8  |       | Центр → бул. Шевченка → вул. Смілянська → вул. Надпільна (назад по вул. Благовісній) → вул. Небесної сотні → вул. Залізняка → просп. Хіміків → вул. Сурікова |
| 11 |       | Завод «Аврора» → вул. Чигиринська → вул. Сінна → бул. Шевченка → вул. Чорновола → вул. Гагаріна → Замковий узвіз → вул. Байди Вишневецького → бул. Шевченка → вул. Дахнівська → вул. Канівська → вул. Дахнівська січ → Шпиталь                                                                                  |
| 12 |       | вул. Кобзарська → бул. Шевченка → вул. Смілянська → вул. Вернигори → Залізничний вокзал (двічі) → вул. Десантників (назад по вул. Хоменка) → Військкомат |
| 20 |       | вул. Руставі → вул. 30 років Перемоги → вул. Смілянська → бул. Шевченка → вул. Припортова → вул. Гагаріна (назад по вул. Припортовій) → вул. Сержанта Смирнова → вул. Героїв Дніпра → мікрорайон Митниця |
| 21 |       | Козацька вул. → Річковий вокзал → вул. Припортова → вул. Гагаріна → Замковий узвіз → вул. Байди Вишневецького → бул. Шевченка → вул. Смілянська → вул. Надпільна (назад по вул. Благовісній) → вул. Іллєнка → вул. Нарбутівська → вул. Чехова → вул. Гетьмана Сагайдачного → вул. Дорошенка                     |
| 22 |       | Завод «Аврора» → вул. Чигиринська → вул. Сінна →Площа 700-річчя Черкас → бул. Шевченка → вул. Грушевського (назад по вул. 30 років Перемоги) → вул. Одеська (назад по вул. Смілянській) → вул. Сумгаїтська |
| 24 |       | вул. Пацаєва → вул. Чигиринська (назад по вул. Симиренківській і вул. Гетьмана Сагайдачного) → вул. Сінна → бул. Шевченка → вул. Чорновола → просп. Хіміків → вул. Смілянська → Автовокзал |
| 25 |       | Завод «Аврора» (в час пік — Силікатний завод) → вул. Чигиринська → вул. Сінна → бул. Шевченка → вул. Смілянська (назад по вул. Одеській) → вул. 30 років Перемоги (назад по вул. Грушевського) → вул. Сумгаїтська                                                                                               |
| 26 |       | вул. Генерала Момота → вул. Менделєєва → вул. Дахнівська → бул. Шевченка → вул. Смілянська → Автовокзал |
| 27 |       | Залізничний вокзал → вул. Вернигори → вул. Смілянська → бул. Шевченка → вул. Кобзарська→ вул. Гоголя → вул. Чехова → вул. Нарбутівська |
| 28 |       | вул. Дорошенка → вул. Чигиринська (назад по вул. Симиренківська і вул. Гетьмана Сагайдачного) → вул. Сінна → бул. Шевченка → вул. Смілянська → Автовокзал |
| 29 |       | вул. Руставі → вул. 30 років Перемоги → вул. Самійла Кішки → вул. Чайковського → вул. Пастерівська → вул. Благовісна (назад по вул. Надпільній) → вул. Смілянська → бул. Шевченка → вул. Припортова → вул. Гагаріна → мікрорайон Митниця                                                                        |
| 30 |       | Кільцевий: бул. Шевченка → вул. Чорновола → просп. Хіміків → вул. Смілянська |
| 31 |       | Дахнiвка → вул. Дахнівська → бул. Шевченка → вул. Чорновола → просп. Хіміків → Завод «Хімволокно» |
| 36 |       | Річковий вокзал → вул. Припортова → бул. Гагаріна (лише в одну сторону) → уз. Замковий (лише в одну сторону) → вул. Байди Вишневецького (лише в одну сторону) → бул. Шевченка → вул. Смілянська → вул. 30-річчя Перемоги (назад по вул. Одеській, вул. Грушевського та вул. Надпільній) → вул. Сумгаїтська      |

### Зміни в маршрутах
- № 1 — у 1960-х роках ходив маршрутом Соснівка — Цегляний завод. У 1970-х роках вже як Санаторій «Україна» — завод «Аврора». З 1992 року маршрут змінено на вул. Руставі — вул. Пацаєва, а з 2009 року він взагалі скасований через нерентабельність.
- № 2 — у 1960-х роках ходив маршрутом вул. Можайського — ТЕЦ. З 1965 року змінено на завод «Аврора» — ТЕЦ, з 1977 року Міст — ТЕЦ. З кінця 1970-х років ходив маршрутом вул. Луначарського — завод «Хімволокно». У період з 1992 по 1995 роки маршрут взагалі не існував, але потім відновився: вул. Луначарського — Центр. З 2004 року вул. Луначарського — Залізничний вокзал, окрім невеликого періоду 2008 року, коли маршрут був подовжений до аеропорту.
- № 3 — у 1960-х роках ходив маршрутом Залізничний вокзал — вул. Пацаєва, а з 2004 року змінено на Речпорт — ВО «Азот».
- № 4 — у 1960-х роках ходив маршрутом Центр — Хімкомбінат. У 1970 році вже як Центр — ВО «Азот». З середини 1990-х років не існував, відновився 1998 року: пл. 700-річчя — Обласна лікарня. З 2004 року заїжджає на мікрорайон Дніпровський, а з 2012 року деякі автобуси, окрім заїзду до мікрорайону, прямують до села Червона Слобода.
- № 5 — з 1960 року існував як Центр — Річковий вокзал, з 1965 року: вул. Можайського — КШТ. З 1975 року: ВО «Азот» — вул. Пацаєва. З 1986 року: ВО «Азот» — Продмаш. Зник у 1991 році, знову запрацював у 1998-му вже як пл. 700 річчя — Залізничний вокзал. З 2004 року: пл. 700-річчя — вул. Руставі, згодом вул. Руставі — завод «Аврора». Невдовзі змінено на вул. Луначарського — завод «Аврора». Обслуговує АТП 17127. Автобуси — ПАЗ 3205, «Богдан».
- № 6 — 1960-ті: Центр — Аеропорт. Зник у 1995 році. У 2000-му: Центр — Червона Слобода. У 2001 році: Новий автовакзал — Обласна лікарня. Обслуговує Форостяна Л. І. Автобуси ПАЗ 3205 та Богдан А092.
- № 7 — 1960-ті: Можайського — Нафтобаза. З 1965-го: Центр — Нафтобаза. З 1977-го продовжено до Силікатного заводу. З 1984-го: Гайдара — Силікатний завод. З 1987-го: Руставі — Аврора. З 1988-го: Руставі — Силікатний завод. Зник у 1995-му, потім: Центр — Силікатний (як у 1970 році). Потім знову зник і став Руставі — Силікатний завод. Багато років не існував, але потім знову запрацював (у 2004 році) у його сучасному вигяді: Вантажний порт — Луначарського. Обслуговує «Еліт-транс». ПС «Богдани» А091, А092.
- № 8 — з 1960-го: Можайського — Сурікова, по вул. Громова. З 1965-го: завод «Аврора» — ТЕЦ. З 1977-го: Міст — ТЕЦ, з 1979-го: вул. Луначарського — завод «Хімволокно». У 1995-му маршрут скоротили і він став Сурікова (ЗХВ) — Центр. Зараз 8-й маршрут такий самий, але розвертається біля драмтеатру. Обслуговує Черкасиавтотранс. ПС ПАЗ 3205.
- № 9 — 1960-ті: Центр — ЧШК. Потім їздив до залізничного вокзалу. З 1991-го зник, але після скарг з вулиці Пастерівська (бо там нічого не ходило) № 9 знову їздив. Зараз він такий самий, але з 2012 року став звертати на Військомат, але з тім же заворотом на залізничний вокзал. Обслуговує ООО «Авто-Тюл». ПС ПАЗ 3205.
- № 10 — з 1960-го: ЧШК — інша зупинка невідома. З 1970-го: Центральний ринок — Причал. З 1980-го: Хутори — ТЕЦ, а № 10а — Хутори — ЧШК. Потім їздив із залізничного вокзалу. З 2008-го став Хутори — Центр. Обслуговує ЧП Білоус А. В. ПС ПАЗ 3205.
- № 11 — з 1960-го: Центр — Радіозавод (ЗТА) з 1972-го: Вокзал — Нафтобаза, з 1980-го: Вокзал — Силікатний завод. У 1995-му зник. У 2005-му знову запрацював за маршрутом Аврора — Госпіталь (Дахнівка). Перевізник ЧП Копіевский Е. П. ПС Богдан А092.
- № 12 — з 1960-го: Хімволокно — інша зупинка невідома. На початку 70-х став Соснівка — Вокзал. Потім став Сувенірна фабрика — радіозавод. З 1975-го: Центр — Пологовий будинок. Маршрут № 2 в 1980 р. став кільцевим. У 1990-му став Центр — Ротор, потім Центр — Руставі. На рік їздив до Річкового порту. Багато років його не бачили. У 2000-му він став зовсім іншим: вул. Вербовецького — Військомат; таким він є і зараз. Обслуговує ДП «Чарз-Авто». ПС богдан А091, А092, іноді ПАЗ 3205.
- № 13 — з 1970-го: Центр — ЧШК; таким він був дуже довго. У 1995-му зник, у 2000-му знову вирушив, але вже по маршруту вул. Луначарського — вул. Вербовецького. З 2011—2012 років став їздити через віл. Сумгаїтську і до вантажного порту. Обслуговує АТП 17127.ПС Богдан А091, А092, ПАЗ 3205.
- № 14 — З 24 квітня 1960 року 7 школа-центр. У 1980 Україна-Дахнівка. У 1995 їздив до центру. З 2000 до Вантажного порту. Зараз він такий самий Дахнівка-Вантажний порт. Обслуговує ЧП Копієвский Е. П. ПС Богдан А092 (іноді) ПАЗ 3205 (завжди)
- № 15 — З 1960 Вантажний порт-Центр. З 1970 Радіозавод-Вантажний порт. З 1980 Пожежне училище-Вантажний порт. З 1985 Вантажний порт-Руставі. У 1990 Вантажний порт-Кладовище. У 1995 зник. Продовжив їздити у 2000 Руставі-Річковий порт (Сучасна 20). У 2001 АТП 17127 зробило його Центр-Гайдара. Потім він перейшов до ДП «Чарз-Авто» і став Гайдара-Дружба народів. По ньому їздив ПАЗ 3205 і Мерседес Спрінтер. У 2008 маршрут ходив у різні руки і став Гайдара-Гагаріна. Але у 2008 перейшов знову до ДП «Чарз-Авто». Спочатку його обслуговували ПАЗ-32054. Потім маршрут існував тільки зранку (на маршруті було 4 автобуси). Влітку 2014 року через появу 36 маршруту маршрут реанімували на все літо. 7 вересня перевізник відмовився від нього. 11 жовтня маршрут перейшов до ЧП «Медіт сервіс», у березні 2015 року перевізник відмовився від маршруту. З 16 червня 2015 маршрут реанімував ПП «Эліт-транс».
- № 16 — З 1977 Центр-Рябоконя. Потім продовжений до Пацаєва. В 1995 зник. У 1997 знову вирушив на маршрут у зовсім іншому вигляді Пожежне училище-Руставі. Десь із 2004 став Луначарського-ЗХВ. Таким він був до 2011 року(тоді його перевізником був Дзюба. Г. А). З 2012 року чисельність 16 було знижено через 13 маршрут. Потім цей маршрут взяв Черкасиавтотранс і продовжив його до АЗОТу. Після того маршрут потрапив до ЧП. Конаг і був розділений на 2 маршрута 16 та 16а (16а ходив по маршруту Річковий Вокзал — Луначарського). Після того як перевізник збанкрутів маршрут перейшов до ЧП Ясько. О. І. На маршруті 1 автобус який курсує 2 рази зранку і ввечері.
- № 17 — З 1977 Вокзал-ТЕЦ. З 1980 Центр-Конєва, потім Центр-Гайдара. З 1985 Центр-Руставі. Зник у 1991.Знову його побачили тільки у 2008 році як Гайдара-обласна лікарня, але попрацювавши декілька місяців він теж зник. Зараз не працює. Обслуговував ПП «Елит-Транс». ПС(були) Богдан А091,092.
- № 18 — Існує з 1977 року як «Аврора»-село Червона слобода. Зник у 1991 році. У 1995 році знову запрацював як Гагаріна-Обласна лікарня. З 2012 року автобуси курсують до річкового вокзалу. Закритий у 2012 році
- № 19 — Існує з 1977 року як Гайдара — ВО «Азот», потім — Руставі-ВО «Азот». Зник із появою тролейбусу маршруту № 6.
- № 20 — Існує з 1983 року як ТЕЦ-Будинок зв'язку. З 1990 року вже як Руставі-ЗХВ (через Строммаш). У 2000 році зник, але відновився 2004 року як Руставі-Митниця
- № 21 — Існує з 1983 року як Санаторій «Україна»-Дахнівка. Потім прямував до ярмарки. Зник у 1991 році, але відновився 1997 року вже як Перша міська лікарня-ЗХВ. Їздив не довго потім знову зник. У 2008 був відновлений вже як Пацаєва-Річковий вокзал
- № 22 — Існує з 1983 року як Центр-Автовокзал (Новий). Потім ЗХВ-Продмаш. Зник із появою маршруту № 5 та тролейбуса маршруту № 11. З 2004 року відновлений як площа 700-річчя-Сумгаїтська.
- № 23 — Існує з 1988 року як Центр-Військкомат. Зник у 1997, але відновився 2004 року як Пацаєва-Соснівка. Скасований у 2013 році.
- № 24 — Існує з 1995 року як Руставі-Обласна лікарня. Зник у 2002 році, але відновився у 2004 році як площа Перемоги-Обласна лікарня, але через 3 місяці зник. Знову з'явився у 2007 як Ватутіна-Автовокзал.
- № 25 — В 1960-х роках його маршрут був Черкаси-Станція імені Шевченка. Зник у 1991 році, але відновився у 1995 як Аврора-Сумгаїтська. Пізніше деякі автобуси доїжджали до Силікатного заводу.
- № 26 — В 1960-х роках його маршрут був Черкаси-Сокирно. Зник у 1991 році, але відновився у 1995 році як Новий автовокзал-Обласна лікарня.
- № 27 — З 1960 Черкаси-Іркліїв. Зник у 1991 році, але відновився у 1995. Зараз Петровського-залізничний вокзал. Обслуговує ОАО «Черкасиавтотранс». ПС ПАЗ 3205
- № 28 — З 1960 Черкаси-Чорнобай. Зник у 1991 році, але відновився у 1995. Зараз Новий-автовокзал-Пацаева. Обслуговує ПП «Медіт-Сервіс» ПС Богдан А092
- № 29 — З 1960 Курсував до Ірдині, але зник і замість нього став № 53. Відновився у 1999 як Руставі-Митниця, таким він є і зараз. Обслуговує ПП Сінєльник Т. І.
- № 30 — З 1960 Черкаси-Старосілля. Зник у 1991, але відновився у 1995. Зараз кільцевий. Обслуговує ООО «Авто-Тюл» ПС ПАЗ 3205
- № 31 — З початку 2000-х ЗХВ — Санаторій «Україна». Перевізник ДП «ЧАРЗ-авто».
- № 32 — З 2006 Новий автовокзал — «Аврора».Відмінений у тому ж році. Перевізник був Плохута О. І
- № 33 — З 2004—2006 років Руставі — Митниця. Перевізник ПП Кондаков А. П.
- № 34 — З 2009 Митниця — Новий автовокзал. Остаточно скасований у 2012 році.
- № 36 — З квітня 2014 на тендері, перевізник ООО «Авто-Тюл». 7 червня перший день маршруту. На маршруті курсують новенькі Богдан А20111
- № 51 — існував тимчасовий маршрут Вантажний порт — Автовокзал

## Галерея квитків

разовий квиток, 2011 р.
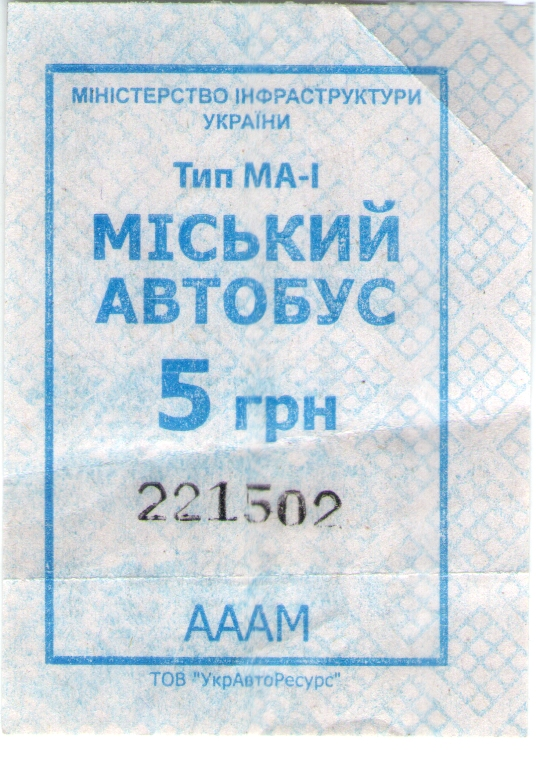
разовий квиток, 2019 р.
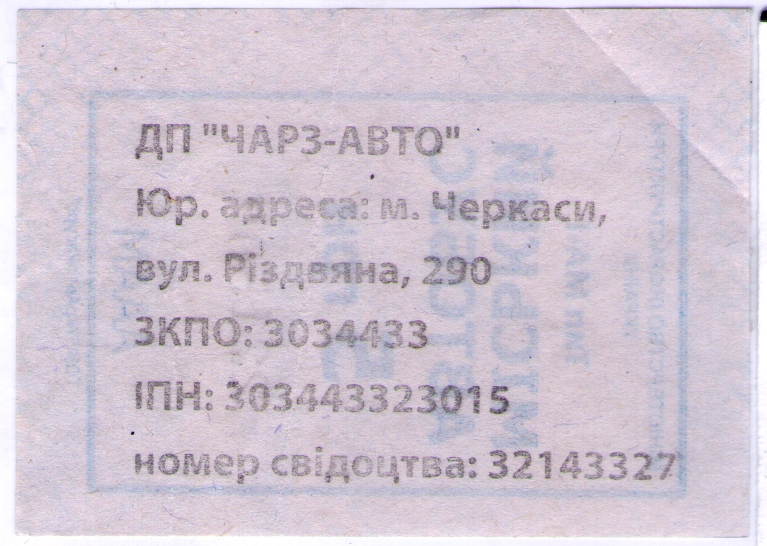
разовий квиток, 2019 р., реверс